# Stora Hällesvattnet
Stora Hällesvattnet är en sjö i Uddevalla kommun i Bohuslän och ingår i Bäveåns huvudavrinningsområde. Sjön är 10,5 meter djup, har en yta på 0,048 kvadratkilometer och befinner sig 127 meter över havet.